# Passo del Brennero
Il passo del Brennero (Brennerpass in tedesco) è un valico alpino che collega Italia e Austria, sito a 1 372 m s.l.m.; si trova 80 km a nord di Bolzano in Alto Adige e rappresenta uno dei collegamenti più importanti fra i Paesi dell'Europa centrale e l'Italia.
Vi transitano l'autostrada del Brennero (E45; A22 in Italia, A13 in Austria), in parte su notevoli viadotti (tra i quali spicca sul versante austriaco il ponte Europa, lungo 815 m e alto 190 m), e la direttrice ferroviaria Verona-Innsbruck-Monaco di Baviera (ferrovia del Brennero). Al Brennero termina la strada statale 12 dell'Abetone e del Brennero.
È in fase di realizzazione la cosiddetta galleria di base del Brennero, lunga 56 km, che attraverserà le Alpi tra Innsbruck e Fortezza.
Il passo del Brennero è posto sullo spartiacque fra i bacini del mare Adriatico e del mar Nero: sul lato italiano vi discende la valle dell'Isarco, su quello austriaco il fiume Sill.

## Storia
Fin dall'antichità questo valico fu il collegamento e la via di comunicazione più importante fra il Mare del Nord e la penisola italiana. Vi si svolse un ininterrotto migrare di genti, spinte dal commercio o dalla guerra.
All'inizio dell'età del bronzo, fra il terzo e il II millennio a.C., le stirpi indoeuropee degli Illiri calarono attraverso il Brennero nelle valli alpine meridionali. Gli Etruschi e i Romani trasformarono gli antichi sentieri dei Reti, nelle Alpi Centrali, in strade militari. Intorno all'anno 200, l'imperatore romano Settimio Severo fece trasformare l'antico sentiero del Brennero in una strada militare, come testimoniato dalle pietre miliari di Campo di Trens e di Matrei. Tale strada militare si dipartiva presso Bolzano dalla più importante Via Claudia Augusta che collegava Altino, presso l'attuale Venezia con Augusta Vindelicorum, l'odierna città di Augusta in Germania.
In seguito i traffici commerciali attraverso il Brennero conobbero periodi di rallentamento (invasioni barbariche dal nord durante il IV-V secolo d.C.), alternati a periodi di fioritura (espansione commerciale di Venezia nel XIV secolo, Impero austro-ungarico nel XVIII). Il passaggio per il Brennero, nella Divisio Regnorum carolingia dell'806, è chiamata per alpes Noricas, la via attraverso le Alpi Noriche.
Dal XIII secolo, quando i territori al di qua e al di là delle Alpi furono dai Conti del Tirolo uniti nella Contea del Tirolo, il Brennero fu, sino nel primo Novecento, un valico all'interno del territorio transalpino tirolese. Già dal tardo Quattrocento in poi gli ingenti introiti spettanti al dominio tirolese dai pedaggi sulle merci transitate superano le entrate derivanti dall'attività mineraria e dalle proprietà fondiarie. L'importanza economica del Brennero supera già allora di gran lunga quella del Passo del San Gottardo e del Passo del San Bernardino.
Nel 1867 fu inaugurata la ferrovia del Brennero che, attraversando il passo, congiunge Bolzano con Innsbruck. La linea ferroviaria del Brennero nacque come via di comunicazione interna dell'Impero austriaco.
Nel 1918 il passo del Brennero assunse ulteriore importanza divenendo, dopo l'annessione del Trentino-Alto Adige all'Italia in seguito alla prima guerra mondiale, punto di confine tra Italia e Austria. Nell'ottobre del 1921 il re Vittorio Emanuele III, assieme alla moglie Elena, visitò l'Alto Adige e giunse in treno, dopo diverse tappe, fino al confine, dove ebbe luogo lo scoprimento del nuovo cippo di confine, alla presenza di delegazioni francesi, inglesi e giapponesi.
Nel 1939 furono iniziati dal regime fascista i lavori per la costruzione del Vallo Alpino in Alto Adige, e anche al Brennero, con la costruzione dello sbarramento Brennero, un insieme di bunker che proteggevano l'accesso alla Val d'Isarco. Queste opere si trovano nel fondo valle, quindi ai lati del paese del Brennero, e presso le Terme del Brennero (Brennerbad), ma anche sulle cime delle montagne circostanti, da dove si poteva controllare con più efficacia l'accesso del passo.
Il 18 marzo 1940 il Brennero fu teatro dell'incontro tra Adolf Hitler e Benito Mussolini, che ivi celebrarono pubblicamente la loro alleanza. A partire dall'estate 1943, il tratto ferroviario e stradale tra Verona e Innsbruck assunse per gli Alleati un'importanza vitale: bombardare la linea del Brennero significava disarticolare il sistema di rifornimenti per le truppe tedesche in Italia. Nonostante l'obiettivo principale fosse l'asse del Brennero, anche alcune città vennero bombardate; Trento e Bolzano furono colpite il 2 settembre 1943; Innsbruck per la prima volta il 15 dicembre. Tra il 1943 e il 1945, le incursioni bersagliarono sistematicamente questi territori; i tedeschi stanziarono tra Innsbruck e Verona 525 pezzi d'artiglieria contraerea Flak e mobilitarono circa 11 500 operai della Todt addetti alla riattivazione delle linee di comunicazione.

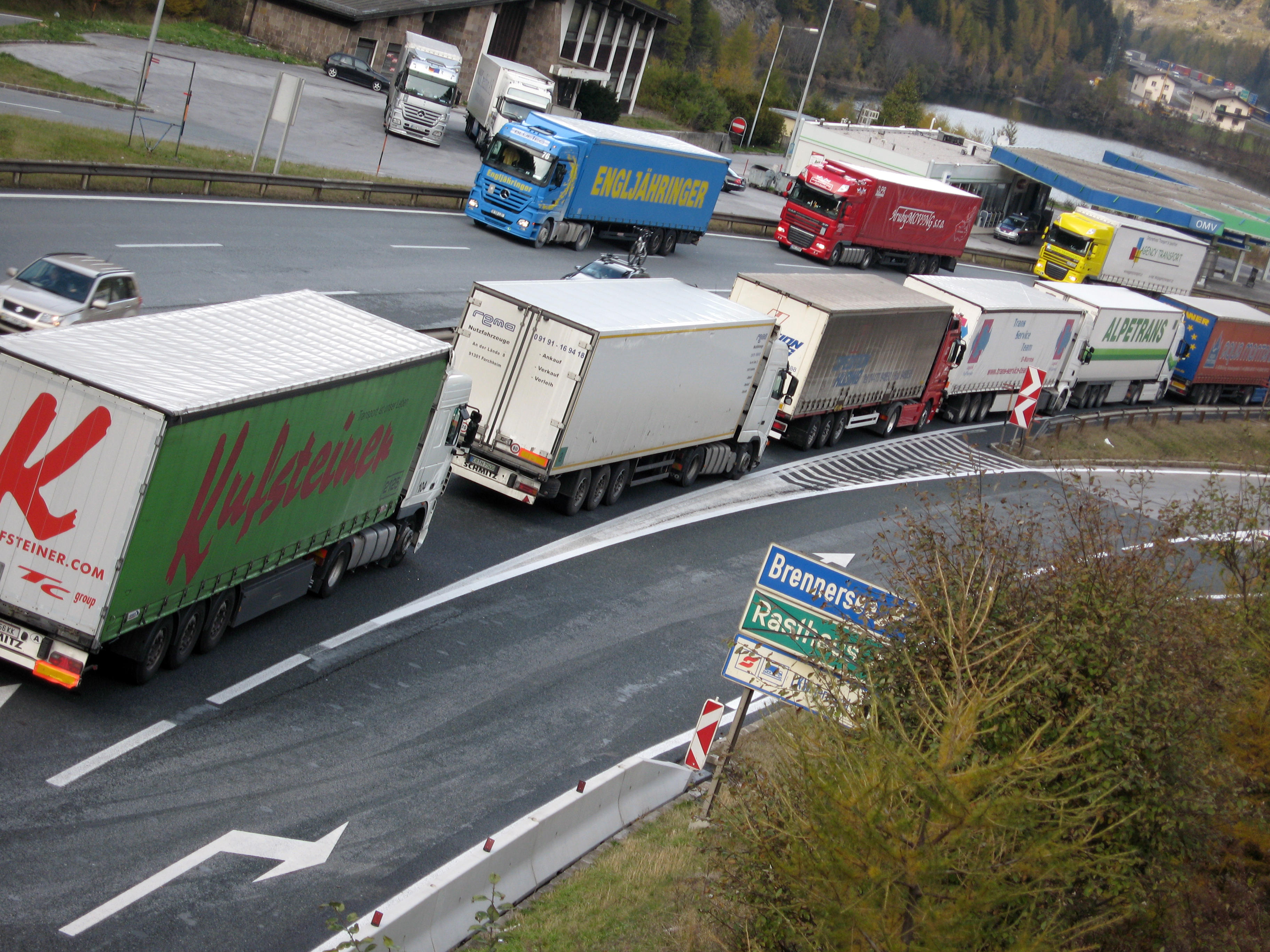
Code di camion bloccati sull'A22

La strada che passa per il valico del Brennero, fa anche parte di una più grande strada a livello europeo, la strada europea E45. Questa strada parte da Karesuvanto in Finlandia e arriva a Gela in Italia, con un percorso complessivo di ben 4 920 km, snodandosi attraverso i paesi di Svezia, Danimarca, Germania e Austria. Il 1º gennaio 1995 in Austria entrarono in vigore gli Accordi di Schengen che l'Italia aveva ratificato il 26 ottobre. Come conseguenza furono aboliti i controlli sistematici delle persone alle frontiere tra i paesi aderenti. Questo ebbe un notevole impatto su economia e popolazione dell'omonimo paese situato sul passo, in quanto furono ridotti notevolmente i contingenti di Polizia e Guardia di Finanza presenti.
Il 19 novembre 1995 fu definitivamente abolita la frontiera, eliminando la rispettiva architettura, con un atto congiunto dei ministri degli interni dell'Austria, Karl Schlögl, e dell'Italia, Giorgio Napolitano, e alla presenza dei rispettivi governatori regionali di Innsbruck, Wendelin Weingartner, e di Bolzano, Luis Durnwalder.
Da allora è in atto un rilancio economico della località, dovuto a investimenti da parte di imprenditori locali che nel 2008 realizzarono con l'Outlet DOB un importante centro di commercio, mentre al posto dei posti di blocco di frontiera abbattuti lungo l'autostrada, dal 2011 è attivo un moderno centro di ristoro.

## Cippo di confine

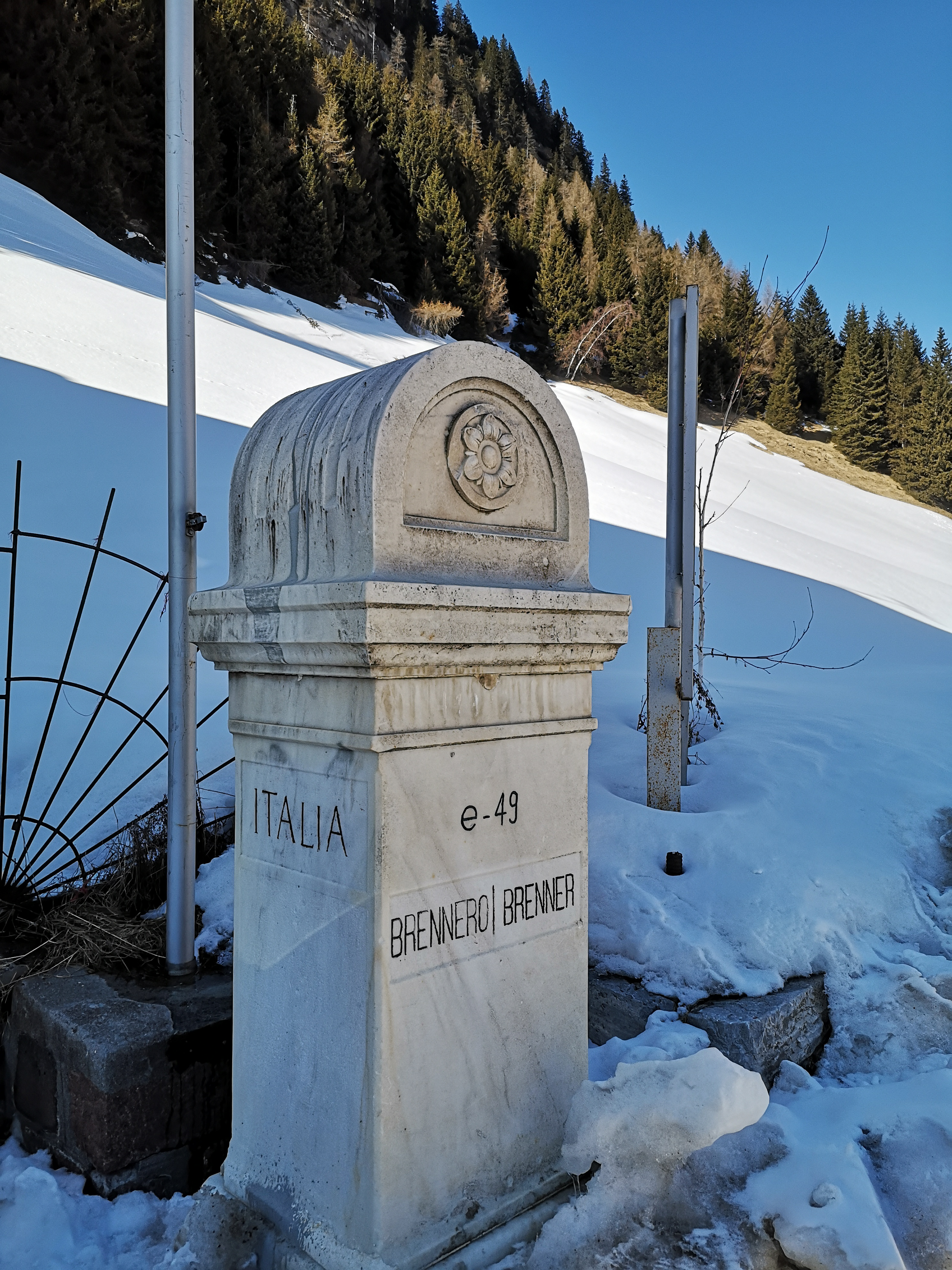
Cippo di confine, lato italiano

Il cippo di confine venne inaugurato nell'ottobre del 1921, alla presenza del re d'Italia Vittorio Emanuele III, della moglie Elena e alcune delegazioni.
Sulla versione originaria erano presenti le seguenti iscrizioni:
(Incisione sul lato frontale del cippo)
(Incisione sul lato sud del cippo)
Nel secondo dopoguerra tali epigrafi vennero sostituite da semplici indicazioni geografiche: frontalmente appare la dicitura e-49 (riferimento alla strada europea E49) Brennero-Brenner, a sud Italia e a nord Österreich.